# The Lie (2018)
The Lie é um filme de terror psicológico de 2018 escrito e dirigido por Veena Sud. É uma refilmagem do filme alemão Wir Monster, de 2015. O filme estrela Mireille Enos, Peter Sarsgaard e Joey King. Jason Blum atua como produtor sob sua bandeira Blumhouse Television.
The Lie estreou no Festival Internacional de Cinema de Toronto em 13 de setembro de 2018. Foi lançado posteriormente em 6 de outubro de 2020, pela Amazon Studios, como a primeira parcela da antológica série de filmes Welcome to the Blumhouse.

## Sinopse
Dois pais lutam contra as consequências do erro letal de sua filha adolescente, provando o quão longe eles iriam para proteger sua filha.

## Enredo
O filme começa com uma garota temperamental e indiferente chamada Kayla (Joey King) andando em um carro com sua mãe Rebecca (Mirelle Enos) e o suposto parceiro de sua mãe; o último dos quais está tentando se relacionar com uma Kayla muito reservada. Eles estão a caminho de se encontrar com o pai de Kayla, o ex-marido de Rebecca, Jay (Peter Sarsgaard), que organizou uma viagem de pai e filha para os dois após o retiro de balé de Kayla. Kayla não parece animada com isso e vai junto com relutância.
Enquanto em seu caminho para o retiro de balé com seu pai Jay, Kayla o convence a parar na estrada coberta de neve e pegar sua melhor amiga Britney (Devery Jacobs), que está indo para o mesmo retiro. Assim que eles estacionam, Britney diz a Kayla e Jay que seu pai "idiota" disse que ele mesmo a levaria para o retiro, mas depois quebrou sua promessa. Britney então insiste que ela precisa de uma pausa de emergência para ir ao banheiro, então Jay estaciona o carro para Britney e Kayla irem para o bosque nevado. Poucos minutos depois, quando as meninas não voltam, Jay ouve Kayla gritar e a encontra sentada sozinha em uma ponte. Kayla afirma que empurrou Britney para fora da ponte porque ela estava "sendo uma vadia". Jay verifica a área em busca do corpo de Britney, que não foi encontrado; ela assume que ela caiu na água gelada antes de ser levada para longe e se afogar. No entanto, Kayla encontra e pega a bolsa de Britney e Jay corre com Kayla de volta para Rebecca em seu escritório, onde ela trabalha como advogada corporativa.
Jay conta a Rebecca pedaços do que aconteceu e conta a ela sobre um hematoma inexplicável no rosto de Britney. Kayla está na banheira agindo estranhamente quando sua mãe vai ver como ela está; ela diz a Rebecca que ela assassinou Britney e deliberadamente a empurrou. O pai de Britney, Sam (Cas Anvar), aparece em sua casa e interroga Jay e Rebecca sobre o paradeiro de sua filha. Quando ele pede para falar com Kayla, Rebecca mente, dizendo que está doente no consultório médico com seu pai Jay, que já havia sugerido que Kayla deveria ir para um hotel por alguns dias; Sam sai e diz que espera que Kayla se sinta melhor e que ela ligue para ele em breve. Mais tarde, quando Britney nunca mais volta para casa, Sam fica desconfiado e volta para a casa de Kayla; ele descobre que Rebecca mentiu e que Kayla e Jay estão realmente em casa. Uma altercação física se segue entre os dois homens, e Sam ameaça denunciar a família à polícia. Rebecca contata sua ex-colega, a detetive Kenji Tagata (Patti Kim) e diz que suspeita que Sam abusou de sua filha. Quando Kenji e seu parceiro interrogam Sam, ele nega ter batido em Britney e também os notifica sobre seu desaparecimento repentino e misterioso. A detetive Tagata também entrevista Rebecca e Kayla, para a qual esta última explica que Sam tinha um temperamento muito ruim e que batia muito em Britney.
Quando Jay leva Kayla para seu apartamento no centro da cidade, ela sai e é vista por Sam. Ele tenta agarrá-la, mas ela consegue escapar; ela se esconde de Sam na sua casa, que a está seguindo e perseguindo, batendo em sua porta e gritando seu nome. Enquanto isso, a noite, Jay e Rebecca vão até a casa de Sam para enterrar o telefone de Britney, mas Sam os pega em flagrante. Depois de uma violenta altercação com Sam, ele diz a Jay e Rebecca antes que eles fujam que ele sabe que Kayla matou Britney. Quando Sam aparece na frente de seu carro para impedi-los de sair, Rebecca o atropela de propósito. Jay e Rebecca consideram a possibilidade de pedir ajuda, mas param e observam enquanto Sam sangra e implora por ajuda antes de morrer na estrada.
Na manhã seguinte, uma Britney muito viva e bem de saúde aparece na casa deles, para choque de ambos. Ela revela aos pais de Kayla que foi um plano elaborado o tempo todo que ela mesma criou para que pudesse passar um tempo sozinha com seu namorado. Britney testemunha Jay e Rebecca limpando o sangue de seu carro e se comportando de maneira estranha. Ela fica muito desconfortável com isso e insiste em ver Kayla. Depois disso, Kayla também fala e, em lágrimas, admite que seguiu o plano de Britney e concordou em apenas fingir que a "empurrou" para fora da ponte para que a pseudo-tragédia unisse seus pais divorciados como era durante sua infância. Enquanto a família se abraça e Kayla implora a seus pais para não deixá-la, as sirenes da polícia são ouvidas.

### Conclusão
O filme termina em dois obstáculos, o primeiro em nunca revelar o que seria de Kayla e seus pais. Também nunca é revelado se Sam, de fato, abusou de Britney. Kayla disse isso à polícia, mesmo sabendo o tempo todo que Britney estava realmente viva e bem.

## Elenco
- Mireille Enos como Rebecca Logan, mãe de Kayla e ex-esposa de Jay.
- Peter Sarsgaard como Jay Logan, pai de Kayla e ex-marido de Rebecca.
- Joey King como Kayla Logan, filha de Jay e Rebecca e amiga de Britney.
- Cas Anvar como Sam Ismali, pai de Britney.
- Devery Jacobs como Brittany Ismali, filha de Sam e amiga de Kayla.
- Nicholas Lea como Detetive Rodney Barnes.
- Patti Kim como Detetive Kenji Tagata, ex-colega de Rebecca.

## Produção
As filmagens do filme começaram em janeiro de 2018. Seu título provisório era Between the Earth and the Sky (Entre a Terra e o Céu, em tradução livre). O filme é ambientado no Canadá e rodado na área de Toronto.

## Lançamento
O filme estreou no Festival Internacional de Cinema de Toronto em 13 de setembro de 2018. Em agosto de 2020, a Amazon Studios adquiriu os direitos de distribuição do filme e estreou em 6 de outubro de 2020. Junto com Black Box, é um dos dois primeiros filmes lançados da antologia de 8 filmes da Blumhouse Productions, Welcome to the Blumhouse.

## Recepção
No agregador de resenhas Rotten Tomatoes, o filme tem uma taxa de aprovação de 43% com base em 77 resenhas, com uma média de 5.10/10. O consenso dos críticos do site diz: "Incrivelmente convincente sem nunca realmente se reunir, The Lie não enganará muitos espectadores que buscam uma tarifa de terror que valha a pena." No Metacritic, o filme tem uma pontuação média ponderada de 45 em 100, com base em 13 críticas, indicando "críticas mistas ou médias".